# 허형 (1843년)
허형(許蘅, 1843 ~ 1922)은 한국의 독립운동가이다. 호는 범산(凡山)이다.

## 생애
범산(凡山) 허형(許蘅, 1843~1922)은 허희(許禧)의 장자이며, 허필(許苾)의 형이다. 허훈·허겸·허위 등과는 종형제간이다. 허형은 3남 1녀를 두었다. 장남 허민은 군부주사에 이어 내각 지제교를 역임하였는데, 명필로 이름이 나서 고종의 어명으로 명정전(明政殿)과 명정문(明政門)의 현판을 썼다. 차남은 허발이요, 삼남은 허규(許珪)로 모두 독립운동에 헌신하였다. 딸 허길(許佶)은 진성이씨 이가호(李家鎬)에게 출가하여 이원기(李源基)·이원록(李源祿)·이원일(李源一)·이원조(李源朝)·이원창(李源昌)·이원홍(李源洪)을 낳았다. 육사 이원록은 저항 시인이자 독립운동가로 유명하였으며, 이원기도 독립운동에 투신하여 건국포장을 받았다.
허형은 을사조약 이후 1906년 을사오적 암살 사건에 연루되어 1909년 체포되었다. 1906년 3월 나인영·오기호 등이 오적 암살을 모의하던 중 거사 계획이 드러나 검거된 사건이다. 허형은 당시 군부대신 이근택(李根澤)이 피자(被刺) 된 사건의 혐의를 받고 있었다. 허위가 1908년 5월 체포되어 10월 순국하자 허위 일가의 국내 활동은 불가능하였다. 이에 허겸은 1912년 허위의 가족인 제수와 네 아들 및 두 딸을 데리고 서간도 통화현 합니하로 망명하였다. 허형도 1915년 아들 허발과 허규, 그리고 동생 허필의 가족과 함께 도만하였다. 이미 서간도 통화현에 정착하고 있던 종제 허겸 및 허위의 가족과 합류하였다.
1920년 일본군의 간도 출병 직후 허형은 아우인 허필의 가족을 비롯해서 종질인 허학과 허국 등 허위의 유족들을 데리고 서간도를 떠나 북만주로 이주하였다. 그 후 허위의 유족인 허학과 허국 등은 주하현으로 이주하였다. 그리고 허형의 가족들은 철령하로, 허필 일족은 요녕성 개원현 이가태자를 거쳐 흑룡강성 오상현으로 이사했다가 다시 1929년 봄에는 하얼빈 부근의 빈현 가판참으로 이주하였다. 허형은 1922년 10월 3일 서거하였다. 향년 80세이며, 묘소는 만주 목단강 사도구 자전산에 있다.

## 가족 관계
- 아버지 : 허희(許禧, 1824 ~ 1898)
- 어머니 : 벽진 이씨(碧珍李氏)
  - 부인 : 진성 이씨(眞城李氏)
    - 장남 : 허민(1870~1910)
    - 며느리 : 청주 정씨(淸州鄭氏)
    - 차남 : 허발(許潑, 1872 ~ 1955), 만주에서 독립운동
    - 며느리 : 영천 이씨(永川李氏)
      - 손자 : 허채(許埰)
      - 손자 : 허현(許鉉)
      - 손녀 : 허은(許銀, 1907 ~ 1997)
      - 손서 : 이병화(李炳華), 석주 이상룡의 손자
      - 손자 : 허록(許錄)

    - 딸 : 허길(許佶, 1876 ~ 1942)
    - 사위 : 이가호(李家鎬)
      - 외손자 : 이육사

    - 삼남 : 허규(許珪, 1884 ~ 1957), 광복단사건 투옥. 광복후 입법위원
    - 며느리 : 흥양 이씨(興陽李氏)
      - 손자 : 허엽
      - 손자 : 허술(許鉥)

  - 동생 : 허필(許苾, 1855 ~ 1932) 건국포장(2019)
  - 제수 : 벽진 이씨(碧珍李氏)
    - 조카 : 허보(許堡, 1897 ~ ?)
    - 조카 : 허형식(許亨植, 1909 ~ 1942), 독립운동가
      - 질손 : 허창룡(許昌龍)
      - 질손 : 허하주(許河珠)

    - 조카 : 허규식(許奎植, 1916 ~ 1961)
      - 질손 : 허창수(許昌秀)
      - 질손 : 허명희(許明姬)